# Campeonato Mundial de Atletismo Júnior de 2010 - 1500 m feminino
A prova dos 1500 metros rasos feminino do Campeonato Mundial de Atletismo Júnior de 2010 ocorreu entre os dias 23 e 25 de julho em Moncton, no Canadá. 

## Recordes
Antes desta competição, os recordes mundiais e do campeonato nesta prova eram os seguintes:
|     | Nome         | Nacionalidade | Tempo   | Local  | Data                   |
| --- | ------------ | ------------- | ------- | ------ | ---------------------- |
| WJR | Lang Yinglai | China         | 3:51.34 | Xangai | 18 de outubro de 1997  |
| CR  | Liu Dong     | China         | 4:05.14 | Seul   | 20 de setembro de 1992 |

## Medalhistas
| Ouro                | Prata               | Bronze                 |
| Tizita Bogale (ETH) | Ciara Mageean (IRL) | Nancy Chepkwemoi (KEN) |

## Cronograma
Todos os horários são locais (UTC-4).
| Data        | Hora  | Evento        |
| ----------- | ----- | ------------- |
| 23 de julho | 09:00 | Eliminatórias |
| 25 de julho | 14:15 | Final         |

## Resultados

### Eliminatórias
As eliminatórias se iniciaram no dia 23 de julho ás 09:00. 
Bateria 1
| Posição | Atleta                | Nacionalidade  | Tempo   | Notas |
| ------- | --------------------- | -------------- | ------- | ----- |
| 1       | Tizita Bogale         | Etiópia        | 4:12.95 | Q     |
| 2       | Ioana Doaga           | Roménia        | 4:12.98 | Q     |
| 3       | Nelly Ngeiywo         | Quênia         | 4:13.00 | Q     |
| 4       | Genzeb Shumi          | Bahrein        | 4:14.05 | q     |
| 5       | Rebekah Greene        | Nova Zelândia  | 4:18.90 | q     |
| 6       | Geneviève Lalonde     | Canadá         | 4:19.20 |       |
| 7       | Rachel Schneider      | Estados Unidos | 4:20.99 |       |
| 8       | Annet Negesa          | Uganda         | 4:22.14 |       |
| 9       | Androniki Drakaki     | Grécia         | 4:25.54 |       |
| 10      | Hanane Qallouj        | Marrocos       | 4:25.85 |       |
| 11      | Gesa Felicitas Krause | Alemanha       | DNF     |       |

Bateria 2
| Posição | Atleta                | Nacionalidade  | Tempo   | Notas |
| ------- | --------------------- | -------------- | ------- | ----- |
| 1       | Ciara Mageean         | Irlanda        | 4:16.73 | Q     |
| 2       | Jordan Hasay          | Estados Unidos | 4:16.74 | Q     |
| 3       | Jennifer Wenth        | Áustria        | 4:16.94 | Q     |
| 4       | Jessica Parry         | Canadá         | 4:19.08 |       |
| 5       | Hannah Newbould       | Nova Zelândia  | 4:19.71 |       |
| 6       | Akane Yabushita       | Japão          | 4:19.72 |       |
| 7       | Zenobie Van Gansbeke  | Bélgica        | 4:21.83 |       |
| 8       | Maureen Koster        | Países Baixos  | 4:22.08 |       |
| 9       | Anastasía Karakatsani | Grécia         | 4:23.56 |       |
| 10      | Lyudmyla Kyryychuk    | Ucrânia        | 4:31.13 |       |
| 11      | Dina Cid              | Chile          | 4:43.44 |       |

Bateria 3
| Posição | Atleta            | Nacionalidade | Tempo   | Notas |
| ------- | ----------------- | ------------- | ------- | ----- |
| 1       | Nancy Chepkwemoi  | Quênia        | 4:11.42 | Q     |
| 2       | Amela Terzić      | Sérvia        | 4:13.46 | Q     |
| 3       | Laura Weightman   | Reino Unido   | 4:17.11 | Q     |
| 4       | Asmerawork Bekele | Etiópia       | 4:18.55 | q     |
| 5       | Giulia Viola      | Itália        | 4:19.37 |       |
| 6       | Tuğba Karakaya    | Turquia       | 4:22.07 |       |
| 7       | Viktória Gyürkés  | Hungria       | 4:23.51 |       |
| 8       | Ingeborg Løvnes   | Noruega       | 4:24.42 |       |
| 9       | Evangelina Thomas | Argentina     | 4:30.53 |       |
| 10      | Laura Galván      | México        | 4:31.30 |       |
| 11      | Mariyam Farooq    | Maldivas      | 5:16.29 |       |
| 12      | Corinna Harrer    | Alemanha      | DNF     |       |

### Final
A prova final foi realizada no dia 25 de julho ás 14:15. 
| Posição           | Atleta            | Nacionalidade  | Tempo   | Notas |
| ----------------- | ----------------- | -------------- | ------- | ----- |
| Medalha de ouro   | Tizita Bogale     | Etiópia        | 4:08.06 |       |
| Medalha de prata  | Ciara Mageean     | Irlanda        | 4:09.51 |       |
| Medalha de bronze | Nancy Chepkwemoi  | Quênia         | 4:11.04 |       |
| 4                 | Jordan Hasay      | Estados Unidos | 4:13.95 |       |
| 5                 | Ioana Doaga       | Roménia        | 4:14.27 |       |
| 6                 | Laura Weightman   | Reino Unido    | 4:14.31 |       |
| 7                 | Nelly Ngeiywo     | Quênia         | 4:18.50 |       |
| 8                 | Amela Terzić      | Sérvia         | 4:19.03 |       |
| 9                 | Jennifer Wenth    | Áustria        | 4:22.39 |       |
| 10                | Genzeb Shumi      | Bahrein        | 4:23.90 |       |
| 11                | Rebekah Greene    | Nova Zelândia  | 4:27.75 |       |
| 12                | Asmerawork Bekele | Etiópia        | 4:30.02 |       |

Legenda
| Recorde mundial       | Recorde mundial (World record)               |                       | Recorde africano                      | Recorde africano (African) |                                           | Q | Classificado por posição (Qualified) |
| Recorde do campeonato | Recorde do campeonato (Championship record)  | Recorde da América    | Recorde da América (Americas)         | q                          | Classificado por melhor tempo (Qualified) |   |                                      |
| Melhor marca do ano   | Melhor marca do ano (World leading)          | Recorde asiático      | Recorde asiático (Asian)              | DNS                        | Não largou (Did not start)                |   |                                      |
| Recorde nacional      | Recorde nacional (National record)           | Recorde europeu       | Recorde europeu (European)            | DNF                        | Não terminou (Did not finish)             |   |                                      |
| Recorde pessoal       | Recorde pessoal do atleta (Personal best)    | Recorde da Oceania    | Recorde da Oceania (Oceania)          | DSQ / DQ                   | Desclassificado (Disqualified)            |   |                                      |
| Recorde da temporada  | Recorde da temporada do atleta (Season best) | Recorde sul-americano | Recorde sul-americano (South America) | NM                         | Sem marca (No mark)                       |   |                                      |